# Jij bent zo (album)
Jij bent zo is het debuutalbum van de Nederlandse zanger Jeroen van der Boom. Met dit album is Van der Boom bekend geworden, echter had Van der Boom nog drie andere albums; Boom, Helemaal & Vanderboom. Op het laatstgenoemde album staan bekende Engelse hits.
In juni 2007 kwam de single Jij bent zo uit. Deze Nederlandse bewerking van het Spaanse Silencio van de zanger David Bisbal betekende voor Van der Boom zijn grote doorbraak. De single werd een grote hit en belandde in alle Nederlandse hitlijsten op de hoogste positie. Uiteindelijk bleef de single bijna een half jaar in de hitlijsten hangen en werd het zelfs de grootste hit van 2007. Ook in Vlaanderen werd de single een nummer 1-hit. Ook de tweede en derde single, Eén Wereld en Betekenis, werden grote hits.
In april 2008 verscheen het album Jij bent zo. Hierop staan zijn drie grote hits, aangevuld met 11 nieuwe nummers. Ook is er een exclusieve live-dvd aan het album toegevoegd. Van het album zijn inmiddels 30.000 exemplaren verkocht, goed voor een gouden plaat.

## Tracklist

### CD
1. "Jij bent zo" - 3:30
2. "Betekenis" - 3:32
3. "Mijn hoofd verstaat mijn hart" - 3:31
4. "Het is over" - 3:50
5. "Nou is het genoeg" - 3:51
6. "Voor de zoveelste keer" - 3:36
7. "Eergisterenavond" - 3:23
8. "Eén wereld" - 3:55
9. "Onvoorstelbaar" - 3:10
10. "Niemand anders" - 4:12
11. "Zo mooi" - 4:07
12. "Kus me" - 3:18
13. "Kleine held" - 3:46
14. "De tijd" - 3:16

### Live-DVD
1. "Jij bent zo"
2. "Voor de zoveelste keer"
3. "Meer"
4. "Zo mooi"
5. "Jij bent zo / Silencio" met David Bisbal
6. "Eén wereld"